# 야블로 역설
야블로 역설은 스티븐 야블로에 의해 발표된 논리적 역설이다. 거짓말쟁이의 역설과는 달리, 무한한 명제의 집합으로 이루어져 있다.
다음과 같은 무한한 문장 집합을 생각하면,
S1 : 각 i > 1에 대해 Si는 참이 아니다.
S2 : 각각의 i > 2에 대해 Si는 참이 아니다.
S3 : 각 i > 3에 대해 Si는 참이 아니다.
Sn 이 참인 n이 있다고 가정하면 Sn+1은 참이 아니므로 Sk가 참인 k > n+1이 있다. 그러나 Sn 이 참이고 k > n 이기 때문에 Sk는 참이 아니다. Sn을 참이라고 가정하는 것은 모순을 의미한다. Sk는 참이면서 참이 아니다. 따라서 우리의 가정은 터무니없고, 각각의 i 에 대해 문장 Si 가 참이 아니라는 결론을 내려야 한다. 그러나 각각의 Si가 참이 아닌 경우, 각각이 이후 문장에 거짓이 있다고 가정할 때, 그것들은 모두 참이 된다. 결국 야블로 목록에 있는 각 문장은 참이면서 참이 아니라는 역설이 생긴다.